# Dicolonus pulchrum
Dicolonus pulchrum là một loài ruồi trong họ Asilidae. Dicolonus pulchrum được Adisoemarto & Wood miêu tả năm 1975. Loài này phân bố ở vùng Tân Bắc giới.